# Constanze Manziarly
Constanze Manziarly, surnommée Miss Manziarly par les SS (14 avril 1920 - disparue le 2 mai 1945) était la cuisinière/diététicienne d'Adolf Hitler.

## Biographie
Manziarly est née à Innsbruck en Autriche. Elle apprend dans une clinique la préparation de plats végétariens crus. La clinique se situe près de Berchtesgaden, où se trouve une résidence d'Hitler, qui vient régulièrement y chercher sa nourriture et est finalement présenté à Manziarly. Peu après, en 1943, il l'embauche comme sa diététicienne personnelle et elle restera avec lui jusqu'aux derniers jours dans le Führerbunker lors de la Bataille de Berlin,. Elle avoue dans une lettre à sa sœur, retrouvée par un historien autrichien en 2017, qu'elle n'a pas pu refuser par « peur d'être poursuivie ».
C'est Manziarly qui lui prépare son dernier repas avant son suicide le 30 avril 1945 : œufs frits et purée de pommes de terre,. Avant, Hitler demande à plusieurs femmes au bunker, dont Manziarly, Gerda Christian, Else Krüger et Traudl Junge, de partir, disant qu'il se souciait d'elles, de leur sécurité.
Manziarly quitte le Führerbunker le 1er mai 1945 avec un petit groupe dirigé par le Brigadeführer Wilhelm Mohnke, qui se dirige vers le nord, essayant de rejoindre un petit groupe de troupes allemandes sur le Prinzenallee. Le groupe comprend Manziarly, Mohnke, Christian, Krüger, Junge et le médecin Ernst-Günther Schenck. En 1989, Junge dit que la dernière fois qu'elle avait vu Manziarly était quand le groupe de quatre femmes, qui devaient remettre un message à Karl Dönitz, s'était séparé ; Manziarly aurait essayé de se fondre dans une foule de femmes locales. Toutefois, dans son autobiographie, publiée en 2002, elle dit avoir vu Manziarly, « l'image idéale de la femme russe, solide et aux joues rondelées », entrer dans une station de métro (U-Bahn), avec deux soldats soviétiques, et rassurer les autres femmes du groupe en leur disant qu'ils « vont juste regarder mes papiers ».